# Sténographie Pitman

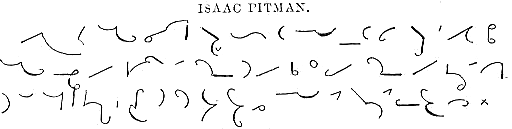
Exemple de la sténographie Pitman.

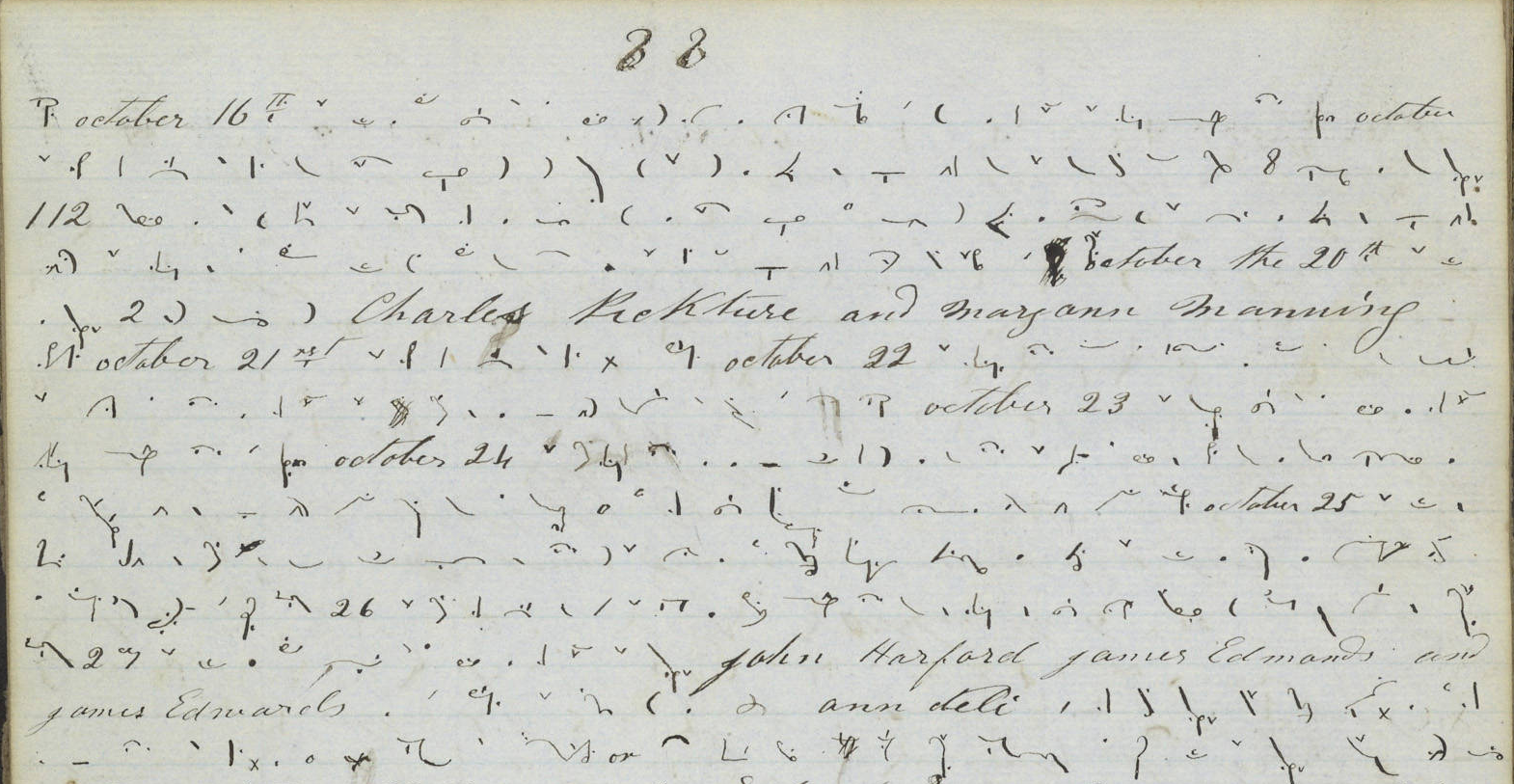
Autre exemple de la sténographie Pitman.

La sténographie Pitman est un système de sténographie pour la langue anglaise développé par Isaac Pitman.
Présenté la première fois en 1837, il s'agit d'un système phonétique où les symboles ne représentent pas des lettres, mais des sons et les mots sont donc, pour la plupart, écrits comme ils se prononcent.
En 1996, Pitman est le système de sténographie le plus utilisé au Royaume-Uni et le deuxième aux États-Unis.